# Joe Kleine
Joe Kleine é um ex-jogador de basquete norte-americano que foi campeão da Temporada da NBA de 1997-98 jogando pelo Chicago Bulls.